# Giovanni Francesco Murta
Giovanni Francesco Murta, né en 1570 et mort en 1612, est un prélat catholique de Corse génoise, évêque d'Aléria.

## Biographie
Giovanni Francesco Murta est né en 1570.
Il est nommé évêque d'Aléria le 18 avril 1611 et reçoit la consécration épiscopale le 1er mai 1611 des mains de Michel-Ange Tonti, évêque de Césène.
Il meurt en 1612.